# Petzite
La petzite est une espèce minérale composée de tellurure d’or et d’argent de formule Ag3AuTe2 avec des traces de cuivre et de mercure.

## Historique de la description et appellations

### Inventeur et étymologie
Décrite par Wilhelm Karl Ritter von Haidinger en 1845, dédiée à W. Petz qui en fit la première analyse.

### Topotype
GisementSacaram (Ex Nagyag), comté de Hunedoara, Transylvanie, Roumanie.
Échantillons
Les échantillons de référence sont déposés :
- Université Harvard, Cambridge, Massachusetts, 99348 ;
- National Museum of Natural History, Washington, États-Unis, R9556.

## Caractéristiques physico-chimiques

### Cristallochimie
- Elle fait partie du groupe de l'uytenbogaardtite.

Groupe de l'uytenbogaardtite
- Uytenbogaardtite Ag3AuS2 P 4122 4 2 2
- Fischessérite Ag3AuSe2 I 4132 4 3 2
- Petzite Ag3AuTe2 I 4132 4 3 2

### Cristallographie
- Paramètres de la maille conventionnelle : a = 10,417, Z = 8 ; V = 1130,33[3].
- Densité calculée= 9,21

## Gîtes et gisements

### Gîtologie et minéraux associés
Gîtologiese rencontre avec d’autres tellures dans les veines hydrothermales des dépôts aurifères.
Minéraux associésacanthite, altaïte, calavérite, frohbergite, hessite, krennerite, montbrayite, mélonite, nagyagite, or natif, pyrite, quartz, rickardite, sylvanite, tétradymite, vulcanite.

## Exploitation des gisements
Utilisationsminéral exploité comme minerai d’or.

## Gisements remarquables
Dans le monde
- Sacaram (Ex Nagyag), comté de Hunedoara, Transylvanie, Roumanie[4].
- Emperor Mine, Vatukoula, Tavua Gold Field, Viti Levu, Fiji : cristallisations remarquables dans une mine d'or ouverte depuis 1933[5].